# Tharman Shanmugaratnam
Tharman Shanmugaratnam (tàmil: தர்மன் சண்முகரத்தினம்)  (Singapur, 22 de gener de 1957) és un polític i economista singapurès, actual president electe de la República de Singapur. Va exercir com a Ministre Principal de Singapur entre 2019 i 2023, ministre coordinador de Polítiques Socials entre 2015 i 2023, president de l'Autoritat Monetària de Singapur entre 2011 i 2023, i vicepresident del Government of Singapore Investment Corporation entre 2019 i 2023.
Tharman va fer el seu debut polític en les eleccions generals de 2001 i ha estat reelegit al Parlament quatre vegades en les eleccions generals posteriors. El 8 de juny de 2023, Tharman va anunciar la seva intenció de presentar-se a les eleccions presidencials de 2023. Posteriorment, ha anunciat la seva dimissió prevista per al 7 de juliol de 2023 de tots els seus càrrecs en el govern i com a membre del Partit d'Acció Popular, a l'ésser la presidència un càrrec apartidista.

## Primers anys i educació
Nascut a Singapur, Tharman va assistir a l'Escola Anglo-Xinesa abans de graduar-se a l'Escola d'Economia de Londres (LSE) amb una llicenciatura en ciències econòmiques. L'Escola d'Economia més tard li va atorgar una beca honorària en 2011.
Posteriorment, va obtenir un màster en Filosofia de la Universitat de Cambridge i un altre en Administració Pública de l'Escola de Govern John F. Kennedy, que forma part de la Universitat Harvard, on va rebre un premi Lucius N. Littauer Fellow pel seu destacat acompliment i potencial.
Tharman va ser un activista estudiantil mentre estudiava al Regne Unit durant la dècada de 1970. Originalment tenia creences socialistes, però els seus punts de vista sobre l'economia van evolucionar al llarg de la seva carrera laboral.

## Carrera política
Tharman va començar la seva carrera laboral en l'Autoritat Monetària de Singapur (MAS), on es va convertir en el seu economista en cap. Més tard es va unir al Servei Administratiu de Singapur i es va exercir en el Ministeri d'Educació com a Sotssecretari Principal de Política, abans de tornar al MAS, on finalment es va convertir en el seu director general. Va ser guardonat amb la Medalla de l'Administració Pública en 1999. Va renunciar a aquest càrrec per a participar en les eleccions generals de 2001 com a candidat del Partit d'Acció Popular.
Tharman va fer el seu debut polític en les eleccions generals de 2001, competint a la Jurong GRC com a part d'un equip del Partit d'Acció Popular de cinc membres i va guanyar el 79,75% dels vots. Posteriorment, Tharman va ser nomenat Ministre d'Estat de Comerç i Indústria i Ministre d'Estat d'Educació. Va ser nomenat Ministre d'Educació en 2003 i va exercir fins a 2008.
Després de conservar el seu escó parlamentari en les eleccions generals de 2006, Tharman va ser nomenat Segon Ministre de Finances i després Ministre de Finances l'1 de desembre de 2007.
Després de les eleccions generals de 2011, Tharman va ser nomenat Viceprimer Ministre, encara que va mantenir la seva cartera com a Ministre de Finances. També es va exercir com a Ministre de Mà d'Obra entre 2011 i 2012 al mateix temps. Va renunciar com a Ministre de Finances el 30 de setembre de 2015 després de 9 anys.
Tharman ha estat triat membre del Comitè Executiu Central del Partit d'Acció Popular des de desembre de 2002 i va ser nomenat segon secretari general adjunt el maig de 2011. Després de les eleccions generals de 2015, Tharman va continuar sent Viceprimer Ministre i també va ser nomenat Ministre Coordinador de Polítiques Econòmiques i Socials l'octubre de 2015.
El 23 d'abril de 2019, es va anunciar que tant Tharman com Teo Chee Hean van ser nomenats ministres principals a partir de l'1 de maig de 2019 en virtut d'una reorganització del gabinet, renunciant a les seves respectives carteres de viceprimer ministre. Tharman també seria Ministre Coordinador de Polítiques Socials i assessoraria el primer ministre sobre polítiques econòmiques.
Tharman va retenir el seu escó parlamentari en Jurong GRC en les eleccions generals de 2020, després de guanyar el 74,62% dels vots.

## Candidatura presidencial de 2023
El 8 de juny de 2023, Tharman va anunciar la seva intenció de postular-se per a les eleccions presidencials de 2023 i va programar la renúncia de tots els seus càrrecs en el govern i com a membre del Partit Acció Popular (PAP) el 7 de juliol de 2023.
El 26 de juliol de 2023, Tharman va llançar la seva campanya presidencial, titulada "Respecte per a tots". El 7 d'agost de 2023 va presentar la seva sol·licitud de Certificat d'Elegibilitat (COE) davant el Departament d'Eleccions. Va rebre el COE el 18 d'agost de 2023 per la Comissió d'Eleccions Presidencials (PAC).
El 2 de setembre de 2023, Tharman va ser anunciat com el guanyador després de rebre el 70,40% dels vots en comparació amb els altres candidats: Ng Kok Song (15,72%) i Tan Kin Lian (13,88%) i va ser escollit com el novè president de Singapur. És el primer candidat presidencial no xinès a guanyar en unes eleccions presidencials. Tharman també ha aconseguit el nombre més gran de vots en la història electoral presidencial de Singapur.

## Vida personal
Tharman és un singapurès multigeneracional d'ascendència tàmil del segle xix. Un de tres fills, Tharman és fill del professor emèrit K. Shanmugaratnam, un científic mèdic conegut com el "pare de la patologia a Singapur", que va fundar el Registre de Càncer de Singapur i va dirigir una sèrie d'organitzacions internacionals relacionades amb la recerca del càncer i patologia.
Tharman està casat amb Jane Yumiko Ittogi, una advocada singapuresa d'ascendència mixta xinès-japonesa. Participa activament en l'empresa social i el sector de les arts sense finalitats de lucre a Singapur. La parella té una filla i tres fills junts.